# Regeringen Urho Castrén
Regeringen Urho Castrén var Republiken Finlands 28:e regering bestående av Samlingspartiet, Socialdemokraterna, Agrarförbundet, Framstegspartiet och Svenska folkpartiet. Ministären regerade från 21 september 1944 till 17 november 1944. Med en ämbetsperiod på 58 dagar blev Urho Castréns ministär den näst kortvarigaste regeringen i Finlands historia. Den föregående regeringen ledd av Antti Hackzell, den allra kortvarigaste, hade avgått efter statsministerns slaganfall under fredsförhandlingarna med Sovjetunionen. Redan i november 1944 bildade Juho Kusti Paasikivi en ny regering. Både företrädaren Hackzell och efterträdaren Paasikivi var i likhet med Castrén samlingspartister, men till skillnad från denne regerade de som opolitiska statsministrar.
| Minister                                                                              | Ämbetsperiod                         | Parti               |
| ------------------------------------------------------------------------------------- | ------------------------------------ | ------------------- |
| Statsminister Urho Jonas Castrén                                                      | 21 september 1944 – 17 november 1944 | Samlingspartiet     |
| Utrikesminister Carl Enckell                                                          | 21 september 1944 – 17 november 1944 | opolitisk           |
| Minister i utrikesministeriet Armas-Eino Martola                                      | 21 september 1944 – 17 november 1944 | opolitisk           |
| Justitieminister Ernst von Born                                                       | 21 september 1944 – 17 november 1944 | Svenska folkpartiet |
| Inrikesminister Kaarlo Hillilä                                                        | 21 september 1944 – 17 november 1944 | Agrarförbundet      |
| Minister i inrikesministeriet Eemil Luukka                                            | 21 september 1944 – 17 november 1944 | Agrarförbundet      |
| Försvarsminister Rudolf Walden                                                        | 21 september 1944 – 17 november 1944 | opolitisk           |
| Finansminister Onni Hiltunen                                                          | 21 september 1944 – 17 november 1944 | Socialdemokraterna  |
| Undervisningsminister Kalle Kauppi                                                    | 21 september 1944 – 17 november 1944 | Framstegspartiet    |
| Jordbruksminister Viljami Kalliokoski                                                 | 21 september 1944 – 17 november 1944 | Agrarförbundet      |
| Minister för kommunikationsväsendet och allmänna arbetena Väinö Salovaara             | 21 september 1944 – 17 november 1944 | Socialdemokraterna  |
| Minister i ministeriet för kommunikationsväsendet och allmänna arbetena Eero A. Wuori | 21 september 1944 – 17 november 1944 | Socialdemokraterna  |
| Handels- och industriminister Uuno Takki                                              | 21 september 1944 – 17 november 1944 | Socialdemokraterna  |
| Socialminister Karl-August Fagerholm                                                  | 21 september 1944 – 17 november 1944 | Socialdemokraterna  |
| Folkförsörjningsminister K.J. Ellilä                                                  | 21 september 1944 – 17 november 1944 | Agrarförbundet      |
| Minister i folkförsörjningsministeriet Jalo Aura                                      | 21 september 1944 – 17 november 1944 | Socialdemokraterna  |